# Clio Gould
Clio Gould   (Regne Unit, 1968) és una violinista anglesa, professora, directora de la Royal Academy Solists i líder de la Royal Philharmonic Orchestra.
Gould ha aparegut com a solista amb diverses orquestres, com ara la London Sinfonietta, l'Orquestra Filharmònica de Londres, la Royal Philharmonic Orchestra, l'Orquestra Simfònica de la BBC, la BBC Philharmonic Orchestra, l'Ulster Orchestra, la National Symphony Orchestra of Ireland i la Royal Scottish National Orchestra. L'any 2002, es va convertir en la primera dona a exercir com a líder d'una orquestra de Londres (la Royal Philharmonic Orchestra), i actualment és la líder de la London Sinfonietta.
Gould és un especialista en música contemporània i ha fet moltes primeres actuacions. És professora de violí a la Royal Academy of Music i és directora de la Royal Academy Solists.
Gould està casada amb Jonathan Morton, director artístic del Scottish Ensemble i primer violí principal de la London Sinfonietta.